# Putzbrunn
Putzbrunn este o comună din districtul München,regiunea administrativă Bavaria Superioară, landul Bavaria, Germania.

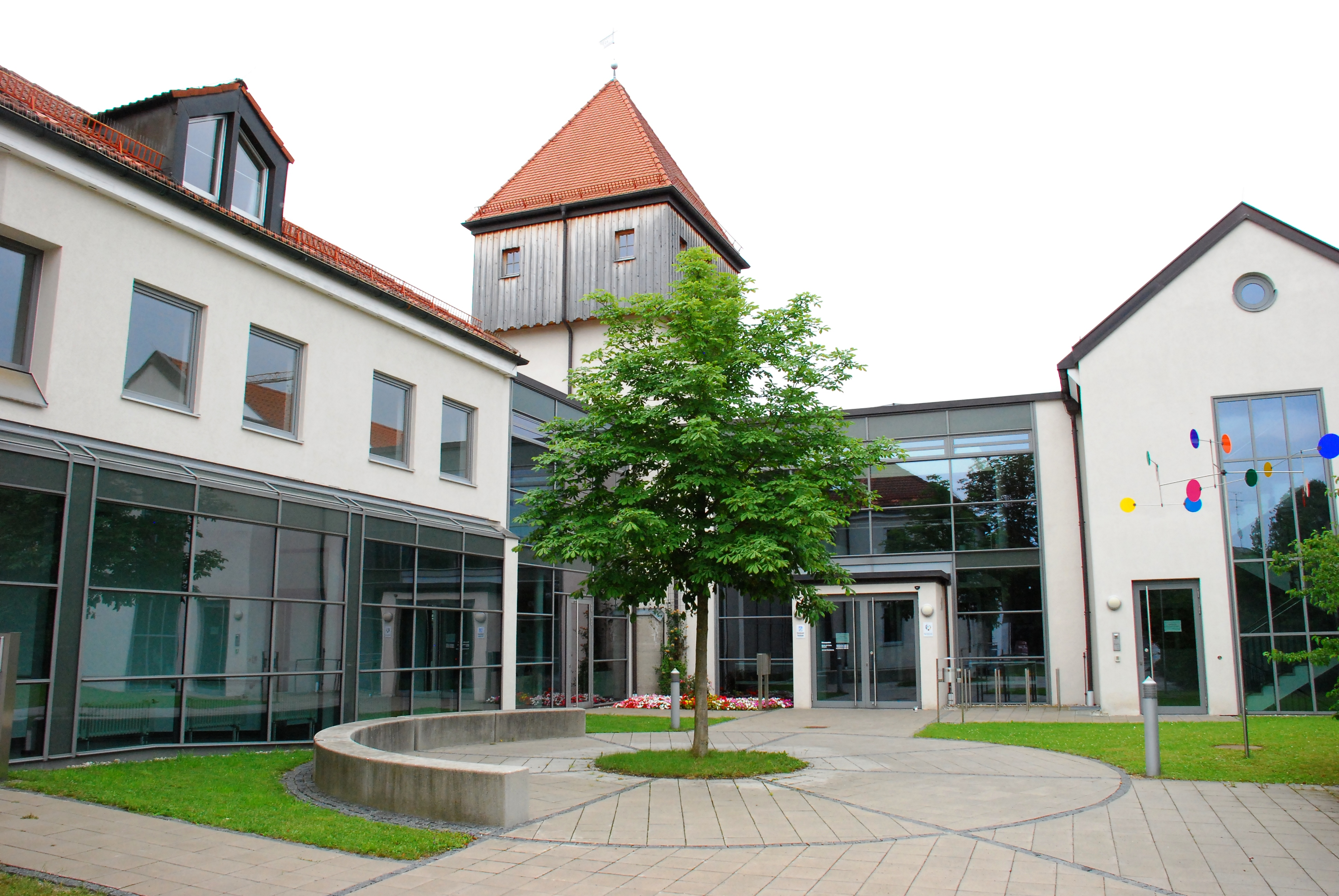
Putzbrunn
(Primăria)